# George Weston (entreprise)
George Weston Limited (TSX : WN), le plus souvent raccourci à Weston, est l'une des plus grandes sociétés du Canada dans le domaine de l'alimentation.
Elle est fondée en 1882 par George Weston, un Américain immigré à Toronto. Weston est d'abord une entreprise de boulangerie et de pâtisserie. À la mort du fondateur, son fils W. Garfield Weston (1898-1978) et son petit-fils Galen Weston, diversifient la société dans plusieurs domaines et en font une multinationale.
En plus des produits alimentaires, Weston possède depuis 1943 E.B. Eddy, une papetière, depuis 1947 Loblaw, une chaîne de supermarchés et Neilson Dairy, une laiterie détenue jusqu'en octobre 2008.
Elle détient aussi une des plus importantes fiducies de placement immobilier du Canada, la FPI Propriétés de Choix.
George Weston est maintenant la composante canadienne du groupe Weston dont plusieurs membres de la famille opèrent les variantes en Europe et en Australie. La société est fortement intégrée, vendant dans ses supermarchés le pain qu'elle produit à partir de ses minoteries et raffineries de sucre.

## Histoire
En octobre 2008, George Weston a vendu Neilson Dairy à Saputo pour 465 millions CAD.
En 2009, l'entreprise utilise les profits de la vente de Neilson Dairy pour faire l'achat de la chaîne T&T Supermarket, plus important détaillant de produits alimentaires asiatiques au Canada, dans l'espoir d'augmenter sa part de marché dans le domaine des aliments ethniques.
Weston a lancé une nouvelle série d'acquisitions en 2010, d'abord en achetant l'américaine Keystone Bakeries, important fabricant de petits gâteaux glacés surgelés, pour 185 millions US . Cette même année, Weston achète également la boulangerie canadienne ACE pour 110 millions. Plus récemment, la compagnie achète Colonial Cookies, fabricant des populaires biscuits "Décadent" sous la marque Le Choix du Président.

## Principaux actionnaires
Au 26 février 2020:
| Willard Weston                     | 53,2% |
| 1832 Asset Management              | 4,33% |
| RBC Global Asset Management        | 3,58% |
| CI Investments                     | 1,93% |
| Fidelity (Canada) Asset Management | 1,44% |
| Fidelity Management & Research     | 1,43% |
| Mackenzie Financial                | 1,38% |
| The Vanguard Group                 | 1,36% |
| I. G. Investment Management        | 1,30% |
| Manulife Investment Management     | 0,84% |

## Marques

### Boulangeries
- Weston (pain)
- Gadoua (pain) (au Québec depuis 2004)
- Arnold (pain)
- Boboli
- Brownberry
- Entenmann's
- Freihofer
- Thomas’
- Interbake Foods
- Wonder Bread (au Canada)
- Country Harvest
- Arnie's Bagels
- Stroehmann Pennsylvania Dutch Bakers

### Supermarchés
Chaînes:
- Loblaws
- Zehrs
- Fortinos
- Provigo
- Atlantic Superstore
- Real Canadian Superstore
- valu-mart
- SaveEasy
- Your Independent Grocer
- No Frills
- Atlantic SuperValu
- Maxi

Marques:
- Le Choix du Président
- sans nom
- Exact

## Membres du conseil
Les membres du conseil d'administration: A. Charles Baillie, Robert Dart, Peter Eby, Phillip Farmer, Anne Fraser, R. Donald Fullerton, Anthony Graham, Mark Hoffman, Allan Leighton, John Makinson, Robert Prichard, Wendy Rebanks, Galen G. Weston et W. Galen Weston (président).